# Cuno Raabe

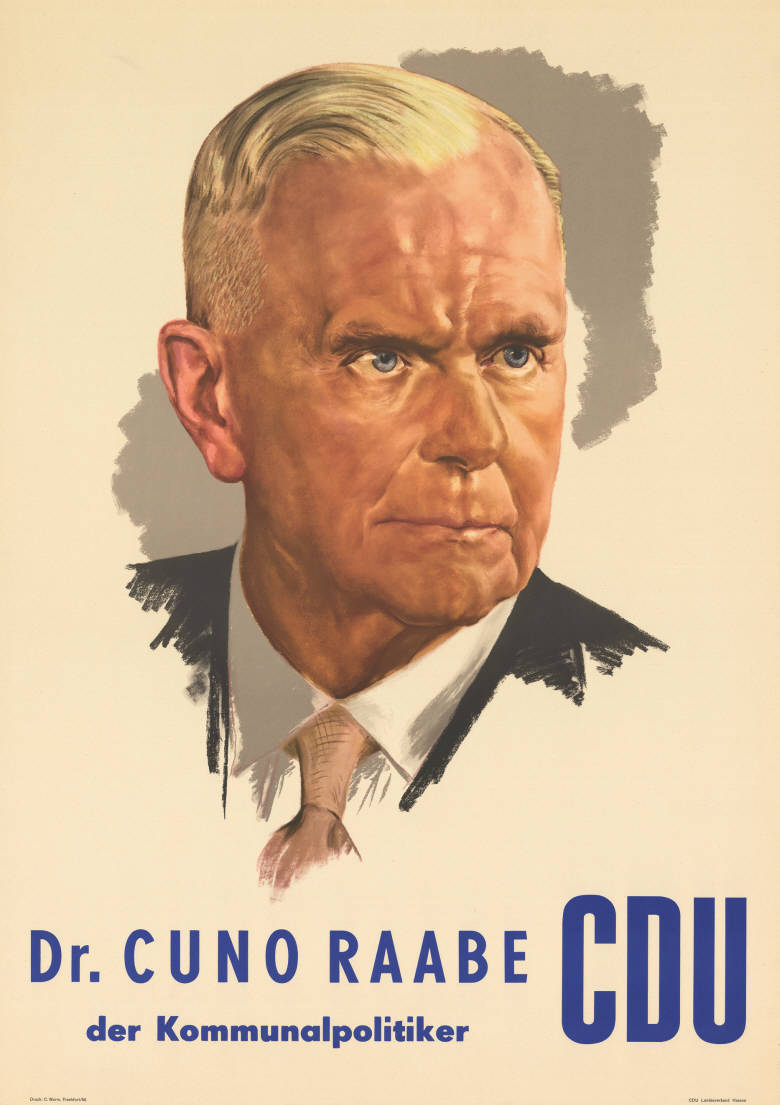
Cuno Raabe auf einem Wahlplakat zur Landtagswahl in Hessen 1958

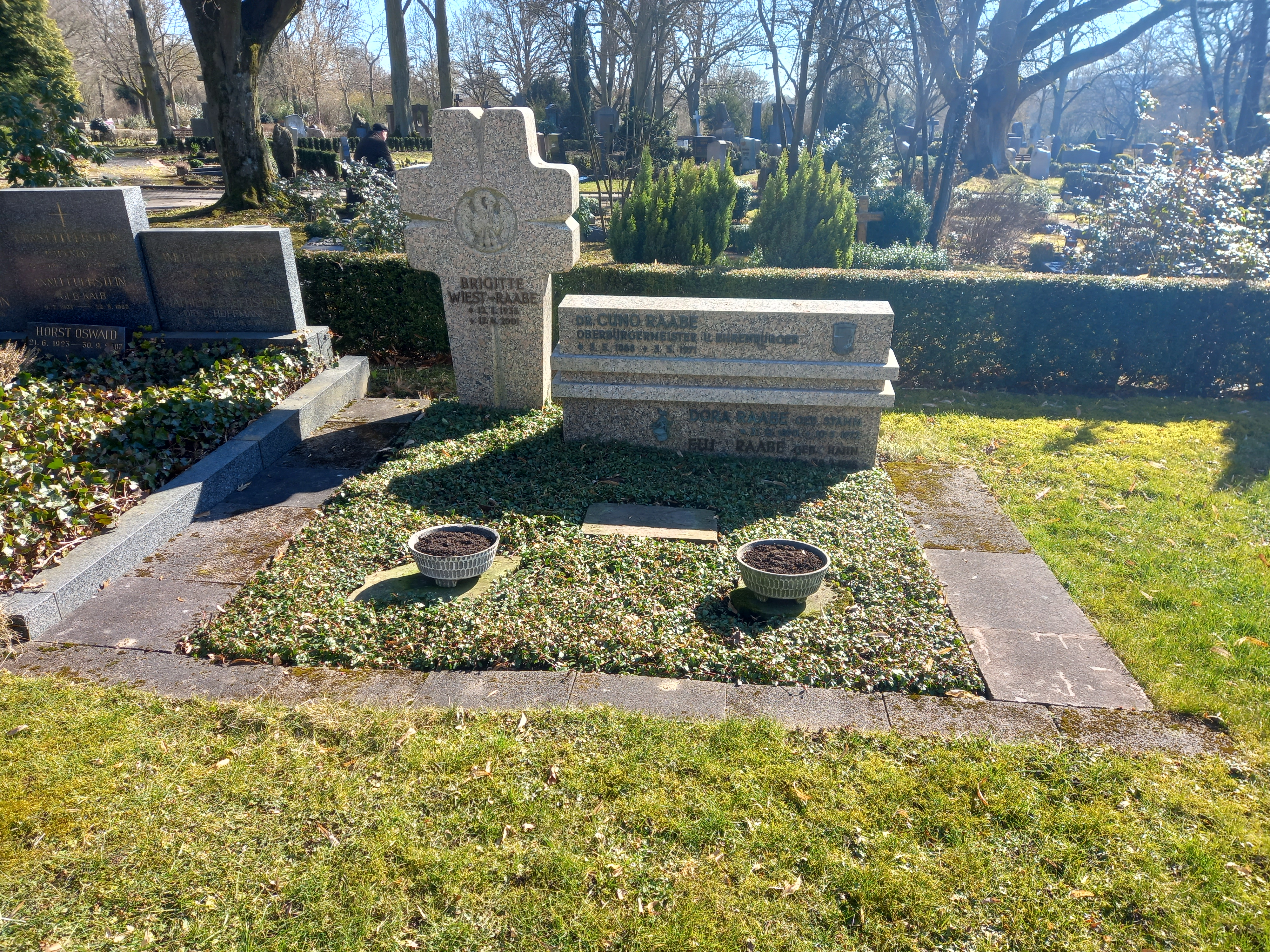
Das Grab von Cuno Raabe und seiner beiden Ehefrauen Elli geborene Hahn und Dora geborene Stamm im Familiengrab auf dem Zentralfriedhof Fulda

Cuno Raabe (* 5. Mai 1888 in Fulda; † 3. Mai 1971 in Gersfeld (Rhön)) war ein deutscher Politiker (Zentrum, CDU) und im Widerstand gegen den Nationalsozialismus.

## Leben
Cuno Raabe stammte aus einem katholischen, großbürgerlichen Elternhaus. Während des Studiums der Rechtswissenschaften in Freiburg im Breisgau, München und Marburg wurde Raabe Mitglied der Zentrumspartei. 1907 wurde er Mitglied der katholischen Studentenverbindung VKDSt Rhenania Marburg. Nach seiner Promotion und dem zweiten Staatsexamen (1914) war Raabe, der als nicht militärdiensttauglich ausgemustert wurde und so nicht als Soldat am Ersten Weltkrieg teilnehmen musste, in der Verwaltung Berlins tätig. Dort wurde Mitglied der Studentenverbindung KDStV Bavaria Berlin und 1920 Magistratsrat für Kultur und Soziales. Als Mitglied des Provinziallandtags der Provinz Ostpreußen 1925 bis 1926 befreundete er sich Anfang der 1920er-Jahre mit Carl Friedrich Goerdeler.
1926 wurde Raabe Oberbürgermeister von Hagen. 1933 verbot die Stadtverwaltung unter seiner Leitung nach der „Machtergreifung“ durch die Nationalsozialisten eine mit dem Zusatz: Für Juden und Jesuiten verboten! beworbene Wahlkampfveranstaltung von Joseph Goebbels. Der Vorschlag der NSDAP, die Worte und Jesuiten zu streichen, genügte ihm nicht. Die Veranstaltung blieb verboten. Bereits im April 1933 wurde Raabe deshalb von der Gestapo in „Schutzhaft“ genommen und im August aus dem Beamtenverhältnis entlassen. Als Vorwand diente die Behauptung, er habe sich als Vorsitzender des Aufsichtsrats der örtlichen Verkehrsbetriebe der Untreue schuldig gemacht. Das Strafverfahren endete mit einem Freispruch. Danach war Raabe mit seiner Familie auf die Unterstützung von Verwandten angewiesen. Erst 1938 fand er eine Anstellung bei einem Brennstoffvertrieb in Königsberg.
Bereits 1934 schloss sich Cuno Raabe dem Widerstandskreis um Goerdeler an. Für den Fall des Gelingens des Umsturzversuchs vom 20. Juli 1944 war er als Reichsverkehrsminister vorgesehen. Nach dem Scheitern des Attentats wurde er zur Fahndung ausgeschrieben und vor dem „Volksgerichtshof“ unter Anklage gestellt. Im November 1944 wurde er in Königsberg verhaftet. Bei einem Bombenangriff auf Berlin verbrannte seine Strafakte. So entging Cuno Raabe dem Todesurteil und der Hinrichtung. Er wurde 1945 beim Einmarsch der sowjetischen Truppen aus der Einzelhaft im Reichssicherheitshauptamt befreit.
Im September 1945 begann Raabe mit dem Aufbau der CDU in Hessen und Franken. 1946 wurde er Vorsitzender der Landesgruppe Fulda. Von 1946 bis 1956 war er Oberbürgermeister seiner Geburtsstadt Fulda und zugleich bis 1952 Mitglied des hessischen Landtags und dessen Vizepräsident. Nach dem Rückzug aus dem politischen Leben (1962) verlieh ihm seine Vaterstadt die Ehrenbürgerwürde. Cuno Raabe verstarb während eines Kuraufenthalts.
Raabe ist die bis heute beste Darstellung der 600-jährigen Entwicklung von Königsbergs Wirtschaft zu verdanken.

## Ehrungen

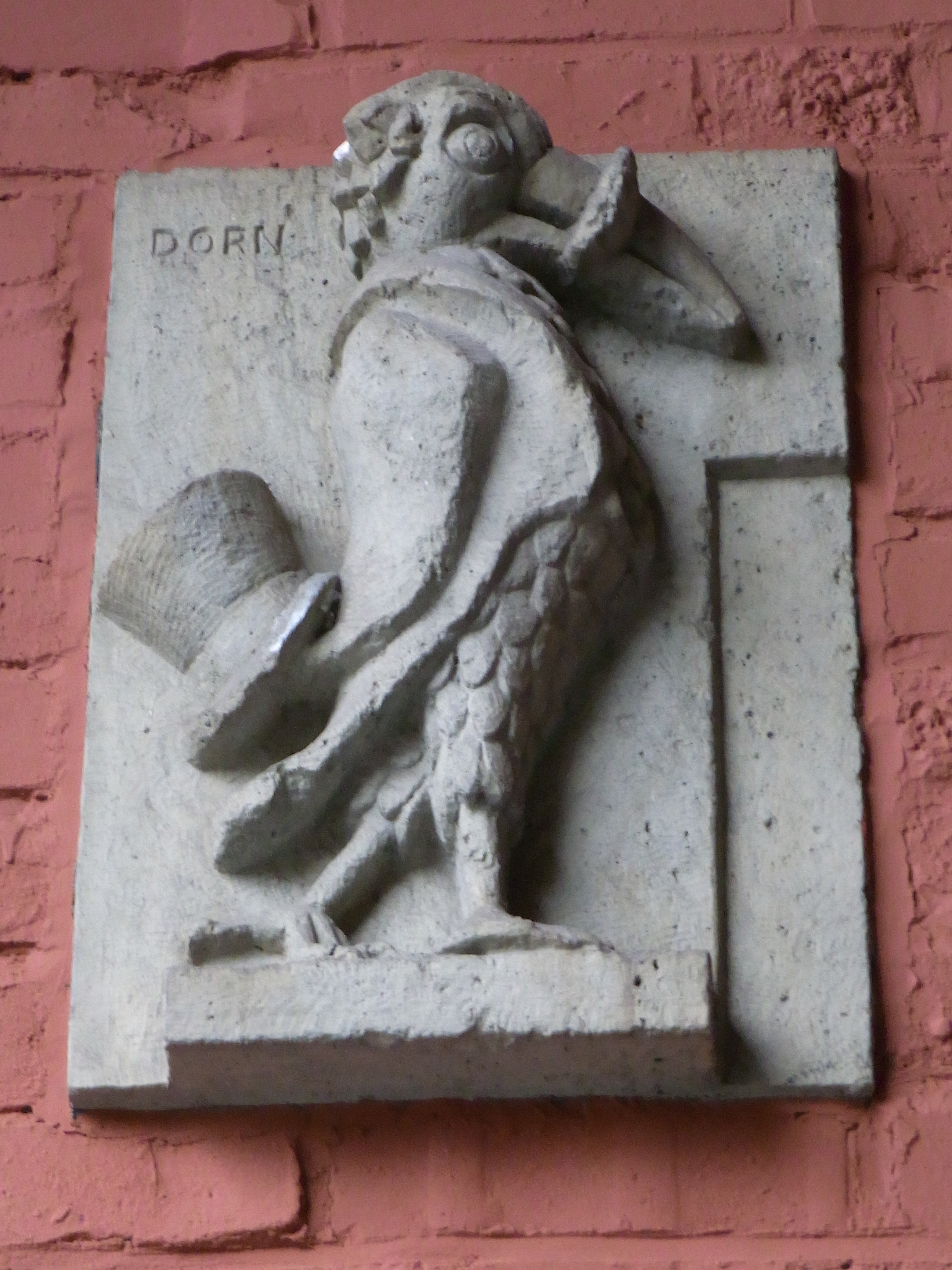
Relief in der Hagener Cuno-Siedlung (benannt nach Willi Cuno) mit einer Reliefkarikatur von Hans Dorn auf den damaligen Oberbürgermeister Cuno Raabe

- Großes Verdienstkreuz der Bundesrepublik Deutschland (1953)
- Großes Verdienstkreuz mit Stern der Bundesrepublik Deutschland (1958)
- Wilhelm-Leuschner-Medaille des Landes Hessen (1967)